# Сабиров, Закирджан
Закирджан Сабиров — советский хозяйственный, государственный и политический деятель.

## Биография
Родился в 1924 году в Андижанской области. Член КПСС.
С 1936 года — на хозяйственной, общественной и политической работе. В 1936—1984 гг. — батрак, колхозник, звеньевой, бригадир, заместитель председателя, председатель колхоза «Правда Востока» Ленинского района Андижанской области, председатель колхоза «Узбекистан» Ленинского района Андижанской области.
Указом Президиума Верховного Совета СССР от 8 апреля 1971 года присвоено звание Героя Социалистического Труда с вручением ордена Ленина и золотой медали «Серп и Молот».
Избирался депутатом Верховного Совета Узбекской ССР 6-8-го созывов. Делегат XXIII съезда КПСС.
Жил в Узбекистане.

## Награды и звания
- Герой Социалистического Труда (08.04.1971)
- орден Ленина (11.01.1957[1], 08.04.1971)
- орден Трудового Красного Знамени (01.03.1965[2], 26.02.1981[3])